# Zagniewani młodociani
Zagniewani młodociani (ang. High School High) – amerykańska komedia z 1996 roku w reżyserii Harta Bochnera.

## Opis fabuły
W Marion Barry High School, szkole dla trudnej młodzieży, zjawia się nowy nauczyciel Richard Clark (Jon Lovitz), absolwent Akademii Wellington. Już pierwszego dnia zostaje okradziony. Mimo to stara się wywiązywać z obowiązków. Z pomocą przychodzi mu piękna koleżanka po fachu, Victoria (Tia Carrere).

## Obsada
- Jon Lovitz jako Richard Clark
- Tia Carrere jako Victoria Chapel
- Louise Fletcher jako dyrektorka Evelyn Doyle
- Mekhi Phifer jako Griff McReynolds
- Malinda Williams jako Natalie Thompson
- Guillermo Díaz jako Paco de la Vega al Camino Cordoba Jose Cuervo Sanchez Rodriguez Jr.
- Brian Hooks jako Anferny Jefferson
- Natasha Gregson Wagner jako Julie Rubels
- Marco Rodríguez jako pan DeMarco
- John Neville jako Thaddeus Clark
- Lexie Bigham jako Two-Bags
- Gil Espinoza jako Alonzo